# Londonderry (New Hampshire)
Londonderry – miasto w Stanach Zjednoczonych, w stanie New Hampshire, w hrabstwie Rockingham.